# Mount Tasman
Mount Tasman (maorski: Horo-Koau) je druga najviša planina Novog Zelanda. Nalazi se u Južnim Alpa, koje se pružaju duž Južnog otoka. Visina Mount Tasman iznosi 3497 m. Udaljen je četiri kilometra od najvišeg novozelandskog vrha Mount Cooka. Najviši je vrh distrikta Westland.